# Brodie Seger
Pour les articles homonymes, voir Seger.
Brodie Seger, né le 28 décembre 1995 à North Vancouver, est un skieur alpin canadien axé sur les disciplines de vitesse, dont la meilleure performance de carrière est une quatrième en super G lors des Championnats du monde 2021 à Cortina d'Ampezzo.

## Biographie
Membre du club de Whistler, il prend part à des courses FIS depuis la saison 2010-2011. L'hiver suivant, il fait ses débuts dans le circuit continental de la Coupe nord-américaine. En 2012-2013, il remporte un total de quatre courses dans la catégorie course FIS.
En 2014-2015, le skieur reçoit sa première sélection pour les Championnats du monde junior à Hafjell, à la suite de sa deuxième place au super G des Championnats canadiens à Nakiska.
En 2016, il continue sa progression et monte sur son premier podium dans la Coupe nord-américaine dans un slalom géant au mois de février. Ensuite, aux Championnats du monde junior, à Sotchi, il pénètre le top cette fois-ci pour atterrir au huitième rang sur le slalom géant. En 2017, à la faveur de ses trois podiums en Coupe nord-américaine en super G, il se place en tête du classement de la discipline en fin de saison.
Seger fait ses débuts dans la Coupe du monde en novembre 2017 à Lake Louise. Dans cette compétition, il marque ses premiers points en janvier 2019, sur la descente convoitée de Kitzbühel avec une seizième place. Il alors sélectionné pour les Championnats du monde à Åre, où son meilleur résultat après trois courses est 27e du super G.
Au début de la saison 2019-2020, lors de la tournée nord-américaine, il s'illustre deux fois en Coupe du monde : seizième à Lake Louise, puis treizième de la descente de Beaver Creek. Il marque aussi des points en combiné cet hiver.
En décembre 2020, il chute lors de la descente de Val d'Isère et se blesse à l'épaule. Il fait son retour le mois suivant, terminant deux fois 21e en super G, avant de se rendre à Cortina d'Ampezzo pour les Championnats du monde, où pour sa première course, démarrant avec le dossard 28, il réalise le meilleur super G de sa carrière pour finir quatrième, à quatre centièmes de la troisième place, occupée par Alexis Pinturault.

## Palmarès

### Championnats du monde
| Épreuve / Édition                | Descente | Super G | Slalom géant | Slalom | Combiné | Par équipes         |
| Mondiaux 2019 Åre                | 33e      | 27e     | -            | -      | 37e     | Huitièmes de finale |
| Mondiaux 2021 Cortina d'Ampezzo  | Abandon  | 4e      | Abandon      | -      | -       | -                   |
| Mondiaux 2023 Courchevel-Méribel |          | 9e      |              |        | -       |                     |

### Coupe du monde
- Meilleur classement général : 106e en 2020.
- Record de points : 43 en 2020.

Mis à jour au 11 février 2021

#### Classements en Coupe du monde
| Saison / Épreuve | Saison / Épreuve | Général | Général | Descente | Descente | Super G | Super G | Slalom géant | Slalom géant | Slalom | Slalom | Combiné | Combiné | City Event | City Event |
| ---------------- | ---------------- | ------- | ------- | -------- | -------- | ------- | ------- | ------------ | ------------ | ------ | ------ | ------- | ------- | ---------- | ---------- |
| Saison / Épreuve | Saison / Épreuve | Class.  | Points  | Class.   | Points   | Class.  | Points  | Class.       | Points       | Class. | Points | Class.  | Points  | Class.     | Points     |
| 2019             | 2019             | 127e    | 15      | 46e      | 15       | -       | -       | -            | -            | -      | -      | -       | -       | -          | -          |
| 2020             | 2020             | 106e    | 43      | 42e      | 22       | 37e     | 17      | -            | -            | -      | -      | 45e     | 2       | -          | -          |
| 2021             | 2021             | 112e    | 25      | 55e      | 5        | 44e     | 20      | -            | -            | -      | -      | -       | -       | -          | -          |

### Championnats du monde junior
| Épreuve / Édition            | Descente | Super G | Slalom géant | Slalom | Combiné |
| Mondiaux junior 2015 Hafjell | 28e      | Ab.     | 23e          | -      | Ab.     |
| Mondiaux junior 2016 Sotchi  | 13e      | 12e     | 8e           | Dsq.   | Ab.     |

Ab. : abandon ; Dsq. : disqualification

### Coupe nord-américaine
- Premier du classement du super G en 2017.
- 9 podiums, dont 1 victoire.